# Francesco Calzolari (partigiano)
Francesco Calzolari (Marzabotto, 28 gennaio 1926 – Savigno, 24 giugno 1944) è stato un partigiano italiano, medaglia d'oro al valor militare alla memoria.

## Biografia
Aggregatosi giovanissimo alla Brigata "Stella Rossa", operante sull'Appennino bolognese, il ragazzo si distinse subito per il suo coraggio, tanto che gli fu affidato il comando di una pattuglia. Nel giugno del 1944, Calzolari e i suoi uomini si scontrarono con un reparto nemico a Montepastore, una località del comune di Monte San Pietro.
Gravemente ferito al volto, il giovane contadino continuò a combattere finché cadde in mano dei nemici. Tradotto a Vedegheto, fu a lungo sottoposto a tortura, perché indicasse l'ubicazione dei distaccamenti della "Stella Rossa", ma non scese a patti e i suoi aguzzini lo trucidarono barbaramente. La massima ricompensa militare italiana gli fu conferita nel 1968.